# Back (cráter)

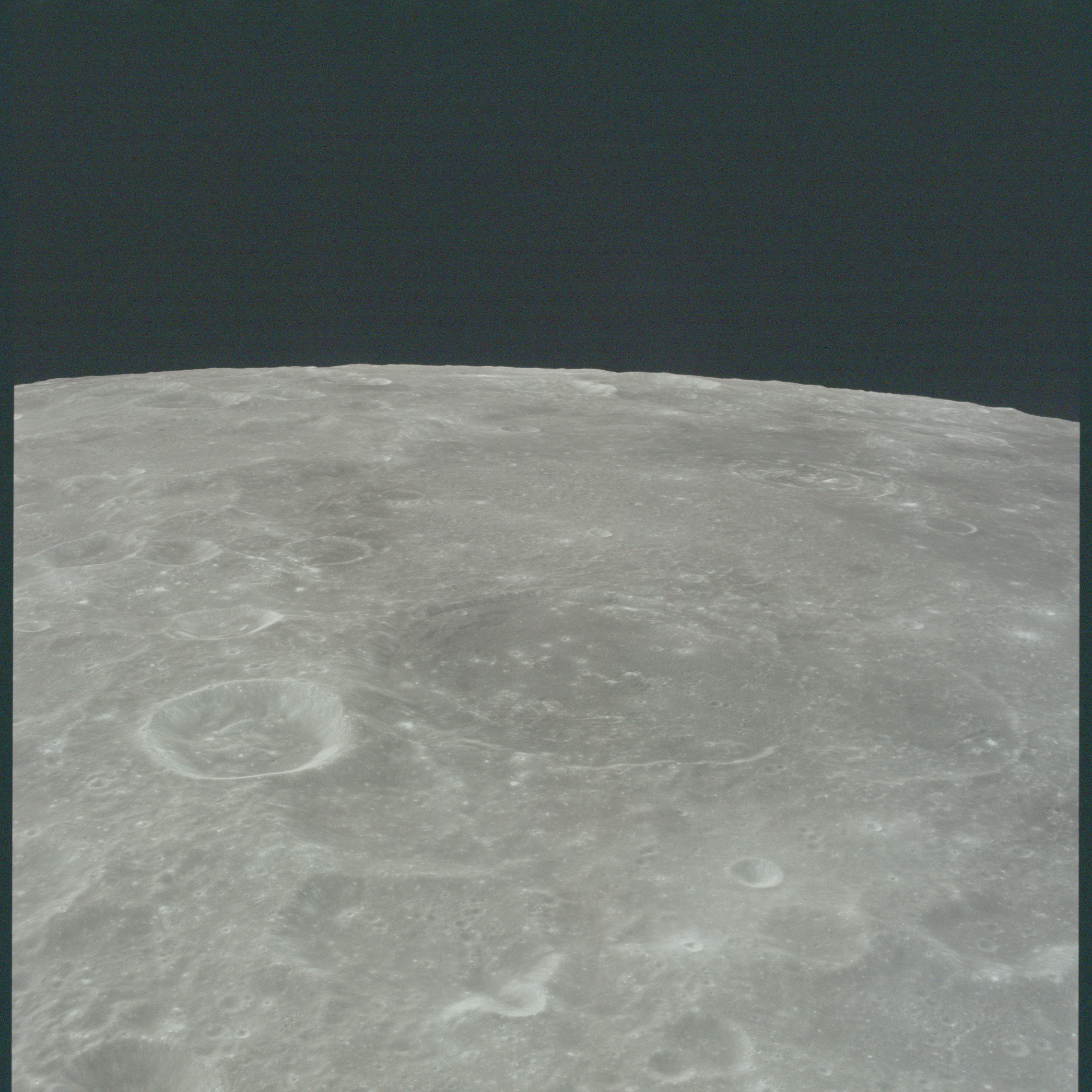
Entorno de Back. Imagen Apolo 12.

Back es un pequeño cráter de impacto lunar que se encuentra cerca de la extremidad oriental de la Luna, en el extremo noroeste del Mare Smythii. Hacia su extremo noreste se encuentra el cráter Schubert, al oeste se halla Jenkins, y al suroeste se encuentra la pareja de cráteres Weierstrass-Van Vleck.
|  |  |

La parte posterior es casi circular, con paredes exteriores estrechas y de bordes afilados poco desgastados. A pesar de su tamaño relativamente pequeño, Back presenta un pico central típico de cráteres más grandes.